# 郑长华
郑长华（1926年5月—），安徽五河人，中国人民解放军空军将领。

## 生平
1941年，参加新四军第四师，担任宣传员、文化教员。1943年到抗大四分校学习，毕业后在新四军淮北军区第七分区警卫营任连支部书记。
1946年到轮训大队学习，1946年年底随部并入华东军政大学，毕业后分配到皮定钧的“皮旅”（华东野战军独立师，后为解放军第181师），任师工兵连副指导员、指导员、师炮兵营副教导员、教导员。随部队参加过孟良崮战役、太原战役等历次战斗。
1950年在四川省川北行署南充一带剿匪前线，被选拔到空军第三航校学习飞行。1951年从航校毕业后任空军航空兵第12师第34团副团长，1952年任团长，带领全团击落敌机38架、击伤敌机9架，荣立集体二等功一次，个人击落敌机两架，荣立一等功一次，荣获空军二级战斗英雄称号、朝鲜民主主义人民共和国一级国旗勋章、二级自由独立勋章。1953年任副师长。1955年至1959年到苏联莫斯科红旗空军学院指挥系学习，被授予空军中校军衔。毕业回国后任师长。1965年起历任空四军副军长、军长、“九·一三事件”后，任空四军军长兼政委、党委第一书记。后任武汉军区空军副参谋长。1983年在武汉离休。。
1954年，当选第一届全国人民代表大会代表。与刘亚楼、刘善本是空军仅有的三名全国人大代表。